# 존 휴스 (영화 감독)
존 휴스(John Hughes, 1950년 2월 18일 ~ 2009년 8월 6일)는 미국의 영화 감독, 영화 각본가, 영화 제작자이다. 1970년대에 잡지 내셔널 램푼(National Lampoon)에 농담, 단편 등을 기고하며 활동을 시작하였다. 할리우드로 넘어간 휴스는 《아직은 사랑을 몰라요》(1984), 《조찬 클럽》(1985) 등을 연출, 집필, 제작하며 1980년대에 가장 성공한 미국 실사 코미디 영화 감독 중 하나로 여겨지게 되었다. 작품 대다수는 시카고를 배경으로 하며, 교외에 사는 성장기 십대를 솔직하게 묘사한 작품들이 잘 알려져있다. 특히 몰리 링월드를 염두에 두고 쓴 인물들이 미국 대중의 뇌리에 뚜렷하게 남았다.
2009년 여름 뉴욕시에서 아침 산책을 나섰다가 심근 경색으로 사망하였다. 2010년 제82회 아카데미상에서 몰리 링월드, 매슈 브로더릭, 앤서니 마이클 홀, 체비 체이스, 매콜리 컬킨, 저드 넬슨, 앨리 시디, 존 크라이어 등이 휴스를 추모하였다.

## 작품 목록

### 영화 연출
| 연도 | 제목                  | 연출 | 각본 | 제작 | 비고                                                                       |
| ---- | --------------------- | ---- | ---- | ---- | -------------------------------------------------------------------------- |
| 1983 | 미스터 마마           | No   | Yes  | No   |                                                                            |
| 1983 | 휴가 대소동           | No   | Yes  | No   | 휴스의 단편 소설 "Vacation '58"에 기초 "Walley World National Anthem" 작사 |
| 1984 | 아직은 사랑을 몰라요  | No   | Yes  | No   |                                                                            |
| 1985 | 조찬 클럽             | Yes  | Yes  | Yes  | 브라이언의 아버지 역으로 출연                                              |
| 1985 | 휴가 대소동: 유럽     | No   | Yes  | No   |                                                                            |
| 1985 | 신비의 체험           | Yes  | Yes  | No   |                                                                            |
| 1986 | 핑크빛 연인           | No   | Yes  | 총괄 |                                                                            |
| 1986 | 페리스의 해방         | Yes  | Yes  | Yes  |                                                                            |
| 1987 | 사랑시대              | No   | Yes  | Yes  |                                                                            |
| 1987 | 자동차 대소동         | Yes  | Yes  | Yes  | "I Can Take Anything" 작사                                                 |
| 1988 | 결혼의 조건           | Yes  | Yes  | Yes  |                                                                            |
| 1988 | 야외 소동             | No   | Yes  | 총괄 |                                                                            |
| 1989 | 아저씨는 못말려       | Yes  | Yes  | Yes  |                                                                            |
| 1989 | 크리스마스 대소동     | No   | Yes  | Yes  | 휴스의 단편 소설 "Christmas'59"에 기초                                     |
| 1990 | 나 홀로 집에          | No   | Yes  | Yes  |                                                                            |
| 1991 | 백마 타고 휘파람 불고 | No   | Yes  | Yes  |                                                                            |
| 1991 | 온리 더 론리          | No   | No   | Yes  |                                                                            |
| 1991 | 귀여운 악마           | No   | Yes  | Yes  |                                                                            |
| 1991 | 내 사랑 컬리 수       | Yes  | Yes  | Yes  |                                                                            |
| 1992 | 베토벤                | No   | Yes  | No   | "에드몽 당테스"로 크레디트 기재                                            |
| 1992 | 나 홀로 집에 2        | No   | Yes  | Yes  | 휴스가 창조한 배역들에 기초                                                |
| 1993 | 개구쟁이 데니스       | No   | Yes  | Yes  |                                                                            |
| 1994 | 베이비 데이 아웃      | No   | Yes  | Yes  |                                                                            |
| 1994 | 34번가의 기적         | No   | Yes  | Yes  |                                                                            |
| 1996 | 101 달마시안          | No   | Yes  | Yes  |                                                                            |
| 1997 | 플러버                | No   | Yes  | Yes  |                                                                            |
| 1997 | 나 홀로 집에 3        | No   | Yes  | Yes  |                                                                            |
| 2001 | 비지터 3              | No   | Yes  | No   |                                                                            |
| 2001 | 뉴 포트 사우스        | No   | No   | 총괄 |                                                                            |
| 2002 | 러브 인 맨하탄        | No   | 원안 | No   | 에드몽 당테스로 크레디트 기재                                              |
| 2008 | 드릴빗 테일러         | No   | 원안 | No   | 에드몽 당테스로 크레디트 기재                                              |
| 2021 | 나 홀로 즐거운 집에   | No   | 원안 | No   | 휴스의 영화 《나 홀로 집에》(1990)에 기초 사후 개봉                        |